# Bisschoppelijke tafel
De bisschoppelijke tafel (Latijn: mensa episcopalis) is de naam van een bestuurlijk orgaan dat, in het feodale tijdperk, de bezittingen van het bisdom regelde.
De oorsprong hier gaat terug op onder andere Paulus' Brief aan de Korintiërs (1 Kor, 9) waarin onder meer gesteld wordt: Hebben wij geen recht op eten en drinken? Aldus ontstond de regel dat zij die het altaar bedienen ook het recht hebben om ervan te leven. Dit hield in dat de -aanvankelijk vrijwillige- gaven die tijdens de eucharistieviering werden verworven, voor een deel onder de geestelijkheid werden verdeeld. Een deel was voor de armen, een deel voor de eredienst, een deel voor de celebrerende geestelijken en een deel voor de bisschoppelijke tafel. Aanvankelijk betrof dit een bisschop en de mensen die deze gastvrijheid verleende.
Naarmate het feodalisme zich ontwikkelde werd de bisschoppelijke tafel meer en meer een feodaal instrument, dat heel wat grondgebied bezat en delen daarvan in leen uitgaf als een heerlijkheid. Vooral in door een bisschop geleide staten, zoals het Sticht Utrecht en het Prinsbisdom Luik, had de bisschoppelijke tafel vele bezittingen, waarvan de inkomsten in het levensonderhoud van de bisschop voorzagen. 